# Fabian Teichmann
Fabian Maximilian Johannes Teichmann (geboren 1992) ist ein deutscher Autor, Rechtsanwalt und Notar. Er lebt und arbeitet in der Schweiz.

## Leben
Teichmann besuchte das Institut auf dem Rosenberg in St. Gallen. Anschließend studierte er an der Bocconi University in Italien Wirtschafts- und Finanzwissenschaften, diesem Bachelor of Science schloss er elf Master-Studiengänge an: General Management und Informatik an der Harvard University, Rechnungswesen und Finanzen sowie Rechtswissenschaften an der Universität St. Gallen, Internationales Finanz- und Handelsrecht sowie Psychologie und Neurowissenschaften am King’s College London, sowie einen Master of Liberal Arts in Sustainability an der Harvard University (Extension School), einen Master of Arts in International Affairs am King’s College London, einen Global Executive Master in Marketing and Sales an der ESADE in Spanien, einen Executive Master in Marketing and Sales an der SDA Bocconi in Italien und einen Executive Master of Business Administration an University of Oxford in England. Final promovierte er an der Universität Zürich in Rechtswissenschaften und an der Universität Kassel in Wirtschaftswissenschaften. Er spricht Deutsch, Englisch, Italienisch, Spanisch und Französisch.

## Arbeit
Teichmann lebt und arbeitet in St. Gallen und Zürich, er ist zugelassener Notar im Kanton St. Gallen und hat in St. Gallen die Teichmann International AG (Schweiz) gegründet. Letztere berät und vertritt Klienten in den Bereichen des Gesellschafts-, Handels-, Arbeits-, Vertrags-, Familien- und Strafrechts. In Liechtenstein ist er als Europäischer Rechtsanwalt zugelassen. Ebenfalls hat Teichmann einen Lehrauftrag an der Universität Kassel im Bereich Compliance, an der Universität Köln im Bereich Wirtschafts-, Steuer- und Europastrafrecht, an der Hochschule für Wirtschaft Zürich im Bereich Compliance und an der International Anti-Corruption Academy im Bereich Korruption. Sein Buch „Methoden der Geldwäscherei“ (Schulthess Verlag, 2021) wurde international positiv aufgenommen und gilt als Standardwerk in seinem Fachgebiet. Teichmann gilt als international anerkannter Experte für Geldwäscherei und Terrorismusfinanzierung.
Zudem betreibt Teichmann die Teichmann International (IT Solutions) AG in Zürich und St. Gallen. Letztere berät und vertritt Klienten im Bereich Cybersicherheit.

## Publikationen
- „Umgehungsmöglichkeiten der Geldwäschereipräventionsmassnahmen“. Schulthess Juristische Medien, Zürich 2016, ISBN 978-3-7255-7540-4. Dissertation, Universität Zürich, 2016
- „Anti-Bribery Compliance Incentives“. kassel university press, Kassel 2017, ISBN 978-3-7376-5034-2. Dissertation, Universität Kassel, 2017
- Mit Bruno S. Sergi: „Compliance in Multinational Corporations: Business Risks in Bribery, Money Laundering, Terrorism Financing and Sanctions“. Emerald Publishing, Bingley 2018, ISBN 978-1-7875-6870-9.
- Mit Débora Rafaela Monteiro: „Crimes de colarinho branco“. kassel university press, Kassel 2019, ISBN 978-3-7376-0604-2.
- Mit Débora Rafaela Monteiro: „Delitos de cuello blanco“. kassel university press, Kassel 2019, ISBN 978-3-7376-0606-6.
- „Compliance – Challenges and Solutions“. kassel university press, Kassel 2019, ISBN 978-3-7376-0666-0.